# David Zelvenski
David Zelvenski (în rusă Давид Зельвенский; n. 10 octombrie 1930, Rîbnița, RSS Ucraineană, URSS) a fost un evreu transnistrean, istoric, publicist și muzeolog sovietic moldovean.

## Biografie
S-a născut în orașul Rîbnița din RASS Moldovenească, RSS Ucraineană (URSS). Tatăl său, Solomon Zelvenski (1909-1943), a murit pe front. A absolvit Școala superioară de comandă a artileriei din Tbilisi (1951), Departamentul de Istorie al Universității din Sverdlovsk (1963), Cursurile de ofițeri superiori (1968) și Cursurile de specializare muzeală ale Ministerului Culturii al URSS (1972).
A lucrat ca lector superior la Școala Militară Superioară de Comunicații din Tomsk și la Universitatea de Stat din același oraș. A fost implicat în organizarea de expoziții muzeale de simbolistică militară, a participat la crearea Muzeului Armatei a 14-a și condus departamentul Muzeului Gloriei Militare a Moldovei.
A fost autor a patru monografii despre simbolistica militară (stindarde și distincții) și tradițiile militare ale forțelor armate ale Rusiei și URSS: „Realizarea cheamă” (Подвиг зовёт, 1974), „Scântei inextinguibile” (Искры негасимые, 1976), „Fiii și nepoții la statul major” (У древка сыновья и внуки, 1979), „Inima curajoasă a Siberiei” (Храброе сердце Сибири, 2005), colecțiile publicistice „Legenda macabeilor nistreeni” (Легенда о Днестровских Маккавеях, 2010) și „Codul speranței” (Код надежды, 2012). A colaborat cu ziarele din Tomsk, „Tânărul leninist” (Молодой ленинец) și „Steagul roșu” (Красное знамя).
Din anii 1980, a locuit la Chișinău, unde a fost redactor-șef al publicației culturale și jurnalistice Рандеву („Rendezvous”) și director al ieșivei Tsirelson din oraș. În 1991 a fost distins cu Ordinul de Onoare.
În 1994 a emigrat în Israel, unde în 1995 a creat muzeul istoric-militar „Energia curajului” (Энергия мужества) la Hadera, a fost președinte al comunității evreieștii din Tomsk în Israel și condus comisia militar-istorică și muzeală a Uniunii israeliene a veteranilor celui de-al doilea război mondial.